# California Institution for Men
L'institution pour hommes de Californie (en anglais : California Institution for Men ou CIM), également connue sous le nom de prison de Chino, est une prison d'État américaine pour hommes située à Chino en Californie. L'établissement est géré par le département des services correctionnels et de réhabilitation de Californie.

## Description
La CIM s'étend sur un peu plus de 1 000 hectares dans une zone aride située à l'est de Los Angeles et comprend:
- Le centre de détention le plus grand du niveau I du système pénitentiaire américain; le niveau I signifie que les dortoirs sont ouverts sans périmètre de sécurité[1],[3].
- Trois centres d'admission permettant aussi l'accueil à court terme, l'orientation et l'évaluation des détenus entrants[3] avec le centre de détention central pour la détention moyenne/maximum de prisonniers venus des comtés du sud de la Californie; le centre d'accueil Est pour la détention moyenne/maximum de prisonniers ayant besoin de soins particuliers, de soins psychiatriques et cent lits pour les détenus atteints du HIV et de ses conséquences ; le centre de détention Ouest pour les prisonniers détenus pour une durée moyenne qui sont en attente de traitement/transfert vers des établissements de programmation[1].
  - Les comtés relevant du centre de détention central comprennent le comté d'Orange, le comte de Riverside, le comte de Santa Clara, le comté de San Diego et le comté de San Bernardino. Il accueille aussi les prisonniers transférés du centre de détention de Pitchess de Castaic dans le comté de Los Angeles[4].

## Population et personnel
Pour l'année fiscale 2006-2007, le CIM avaient 2 327 membres du personnel pour un budget annuel de 232,2 millions de dollars. En février 2012, la prison pouvait accueillir 2 976 personnes pour une population totale de 5 266 personnes, avec un taux d'occupation de 177%.
En avril 2020, la CIM comptait un taux d'occupation de 112,8% avec 3 357 hommes incarcérés.

## Histoire
La CIM a ouvert ses portes en 1941, étant alors l'institution pénitentiaire la plus importante des États-Unis et la quatrième prison d'État de Californie (après la prison d'État de San Quentin, la prison d'État de Folsom et la maison de correction pour femmes de Californie, devenue la California Correctional Institution pour femmes située à Tehachapi),. La CIM est donc aujourd'hui la troisième prison d'État la plus ancienne de Californie.
En 1970,  un programme de formation de plongeur professionnel a commencé à la CIM. Les diplômés de ce programme ont eu plus de chance de trouver un emploi à la sortie de prison et le taux de récidive n'était que de 12%; mais ce programme a cessé en 2003 pour des raisons budgétaires; puis il a rouvert en 2006.
Le détenu Kevin Cooper s'est échappé de la prison en 1983. Rétrospectivement, les facteurs qui ont pu contribuer à l'évasion comprenaient une condamnation « sous un pseudonyme », une « histoire d'évasion des prisons et des hôpitaux psychiatriques » non détectée et « un trou dans une clôture » entourant la CIM. Trois jours après cette évasion, quatre personnes ont été découvertes mortes dans les collines de Chino, et Cooper a été plus tard confondu et condamné pour ces crimes. 
En 1987, la municipalité de Chino s'oppose au projet de construction d'un bâtiment pour les détenus atteints du HIV/SIDA, estimant que cela mettait en danger la population de Chino. Après que les responsables du service pénitentiaire ont annoncé qu'ils n'augmenteraient pas la population carcérale atteinte du SIDA à plus de 200 hommes, l'opposition à ce projet s'est atténuée. Le bâtiment a été construit et a reçu ses premiers patients en mai 1988, suivant le California Medical Facility ouvert en 1984.
Shayne Allyn Ziska  a été gardien de prison à la CIM de janvier 1984 à octobre. Il a été arrêté en 2004 pour avoir aidé les Nazi Lowriders (groupuscule de suprématistes blancs) à leur fournir « de la drogue et avoir molesté des détenus » au sein de la CIM. Ziska a été condamné en 2006 à 17 ans de prison, sur des accusations de « complot, de violations des droits civils et de crimes violents au profit de racket ». Ziska est emprisonné à la prison d'Englewood.
Le gardien de prison Manuel A. Gonzalez Jr. a été poignardé à mort à la CIM en 2005. Les facteurs ayant contribué à ce meurtre sont la surpopulation carcérale, le manque d'effectif de personnel de surveillance, l'omission d'isoler le détenu en question en raison d'antécédents de comportement violent, le long séjour du détenu à la CIM, l'accès du détenu à une arme et le manque de gilet de protection de l'agent,. Après le meurtre de Gonzalez, la CIM 
a opéré des réformes,. Le département des services correctionnels et de réhabilitation de Californie a dû payer en juillet 2007 $1.2 million à la famille de Gonzalez.
En 2005 et en 2007, l'État de Californie a prévu de construire une centaine de places pour des détenus atteints de maladies psychiatriques à la CIM et à la California Institution pour femmes; mais les élus locaux se sont opposés à ces projets,. Un « hôpital général de soins aigus à la CIM » avait reçu une licence d'exploitation en 1984, mais en mars 2006, la salle d'opération de l'hôpital a été fermée et en juillet 2007, le plan était de « renoncer à la licence » parce que l'établissement ne fonctionnait pas comme un hôpital.
Une émeute a éclaté au sein de la prison le 8 août 2009, au cours de laquelle plus de 250 détenus ont été blessés, et qui a mis douze heures avant d'être jugulée. La cause de cette émeute n'a jamais été élucidée. l'émeute a éclaté à 8h20 du soir entre majoritairement des détenus d'origine hispanique et des détenus afro-américains. Les dommages ont été importants, les lavabos ont été arrachés, des incendies ont éclaté et 50 détenus ont été transférés dans les hôpitaux voisins. La prison a été bouclée, ainsi que six autres dans la région.
En février 2010, le centre de détention des jeunes détenus « Heman G. Stark Youth Correctional Facility » a été fermé et les autorités californiennes ont prévu de le transférer au sein de la CIM; mais en 2017, il demeure toujours vide, à l'exception d'un bâtiment servant à loger des employés du CDCR.
En août 2020, le rôle de la CIM en tant que centre d'admission a pris fin; c'était l'un des trois anciens centres d'admission en Californie qui ont été reclassés.

## Détenus notables
Le clarinettiste et saxophoniste Art Pepper y a été incarcéré en 1964 pour trafic d'héroïne[réf. nécessaire].
Le cinéaste Roman Polanski y a effectué une peine de 90 jours en 1977 et a été libéré au bout de quarante-deux jours pour « conduite exemplaire ».

## Pandémie de Coronavirus
Le 4 décembre 2020, la presse rapporte que le virus COVID-19 virus a tué 27 détenus de la CIM et a infecté 172 membres du personnel et que 789 cas ont été guéris, 1 036 détenus ont été touchés.